# Maximilien de Chaudoir

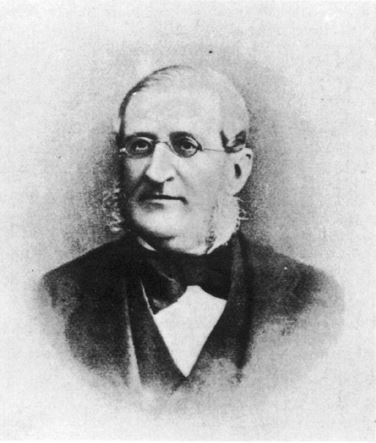
Maximilien de Chaudoir (1816–1881)

Das Wappen der Familie Chaudoir

Maximilien de Chaudoir (* 12. September 1816 in Iwnitza bei Schytomyr; † 6. Mai 1881 in Amélie-les-Bains-Palalda) (russisch: Maximilian Stanislawowitsch Schoduar deutsch: Maximilian de Chaudoir) war ein russischer Entomologe.

## Leben und Wirken

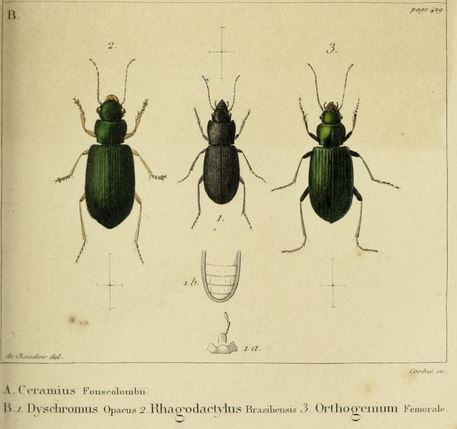
Käferillustrationen von Maximilian de Chaudoir

Obwohl Russe, stammte seine Familie ursprünglich aus Frankreich. Als Protestanten wanderten diese im Rahmen des Edikts von Nantes in verschiedene Länder aus. Sein Urgroßvater suchte unter Stanislaus II. August Poniatowski Zuflucht in Polen, der die Situation großzügig regelte. So wurde er in der Ukraine reich. Nach der Abdankung von Stanislaus II. August als König von Polen flüchtete sein Großvater Johann Joseph de Chaudoir nach Bayern und wurde 1814 von Maximilian I in den Rang eines Barons erhoben. Er ging nach Russland zurück, wo er bei Schytomyr große Gebiete erwarb. Zar Nikolaus I. bestätigte 1826 den Adelstitel des Barons. Sein Vater Stanislas de Chaudoir (1790–1858) lebte in Italien und zog 1821 nach Paris. Er sammelte Gravuren, Medaillen, Briefmarken, Bücher etc. Er publizierte auch Aperçu sur les monnaies russes et sur les monnaies étrangères qui ont eu cours en Russie depuis les temps les plus reculés jusqu'à nos jours und Recueil de monnaies de la Chine, du Japon, de la Corée, d'Annam et de Java, au nombre de plus de mille, précédé d'une introduction. Seine Briefmarkensammlung wurde nach seinem Tod im Catalogue d'estampes composant la collection de feu M. le baron Stanislas de Chaudoir,vente les 4, 5, 6, 7, 8 et 9 Avril 1864 zum Verkauf angeboten. Im Jahr 1814 heiratete er Aglae d'Erggelet aus dessen Ehe Maximilian de Chaudoir stammte. Die Mutter verstarb kurz nach der Geburt von Maximilien. Maximilien heiratete am 28. Februar 1856 Elisabeth-Augusta Bockschanine, mit der er die Kinder Marie und Jean hatte.
Sein Vater brachte ihn zu Professor Jean Wavre, der ihm die Jagd nach Insekten beibrachte. Mit seiner Hilfe legte er sich eine erste kleine Käfersammlung zu. 1834 unternahm Chaudoir eine Reise in mehrere deutsche Städte und lernte Wilhelm Ferdinand Erichson und Hermann Rudolf Schaum kennen. Zur gleichen Zeit war auch Louis Alexandre Auguste Chevrolat auf Reisen und besuchte die Städte London, Hamburg, Kiel, Kopenhagen und Leiden. In Hamburg lernte er den jungen Chaudoir kennen. Dieser war auf dem Weg nach Dorpat, um an der renommierten Universität von Dorpat Jura zu studieren. Zu seinem Leidwesen war dort kurz zuvor der Zoologe Johann Friedrich Eschscholtz verstorben. Sehr schnell gab er sein Jurastudium auf und studierte stattdessen Eschscholtzs Käfersammlung. Er lernte Carl Gustaf Mannerheim kennen, der ihn dazu motivierte, die Studien der Insekten weiterzuführen, und ihm auch später immer wieder Exponate zukommen ließ. 1845 unternahm Chaudoir eine entomologische Forschungsreise auf die Halbinsel Krim. Als er im Mai 1845 in Sewastopol ankam, besuchte er seinen Freund Christian von Steven, einen angesehenen Entomologen. Dieser überzeugte ihn, den Kaukasus zu besuchen, der bisher wenig erforscht war. Er ging in Kertsch an Bord eines Dampfschiffs und erreichte am 26. Mai Kulevi, ein kleines Dorf am Schwarzen Meer im Khobi-Distrikt in Georgien. Von hier ging die Reise weiter nach Kutaissi und nach Tiflis. Hier traf er Alexander von Gotsch, der aus Kiew kommend über Lenkoran und Teile Armeniens eine ordentliche Insektenausbeute mitbrachte. Beide entschlossen sich, gemeinsam weiter zu reisen. Über Douschet, Ananour und Passanour wollten sie den Kasbek besteigen, doch Regen und Schnee verhinderten das Vorhaben. Sie kehrten nach Tiflis zurück, von wo aus sie sofort entlang des Kura Richtung Gori aufbrachen und die Berge bei Achalziche untersuchten. Von Gotsch wurde krank und kehrte nach Tiflis zurück, wo er bald darauf an hohem Fieber verstarb. Chaudoir setzte die Reise alleine fort und kehrte am 4. Juli von der Krim nach Kiew zurück.
Schon 1835 erschien sein erster Artikel Description de quelques genres et espèces de Carabiques nouveaux, der sich mit neuen Gattungen und Arten aus der Familie der Laufkäfer beschäftigte. Dieser erschien in der Fachzeitschrift Annales de la Société entomologique de France. Darauf aufbauend folgten weitere Artikel Bulletin de la Société impériale des naturalistes de Moscou. 1846 erschien mit Enumeration des Carabiques et Hydrocanthares, recueillis pendant un voyage au Caucase et dans les provinces transcaucasiennes par Baron M. de Chaudoir et de Baron A. de Gotsch ein bemerkenswertes Werk über die gesammelten Käfer aus dem Kaukasus und Transkaukasien. Zwischen 1861 und 1877 publizierte er einige Artikel auf Deutsch in der Berliner Entomologischen Zeitschrift und in der daraus entstandenen Deutschen Entomologischen Zeitschrift sowie in der Entomologischen Zeitung von Stettin. Wenn er auf der Durchreise war, besuchte er auch den Herausgeber Berliner Zeitschriften Ernst Gustav Kraatz. Weitere monografische Abhandlungen erschienen neben den bereits erwähnten Fachzeitschriften in Revue et magasin de zoologie pure et appliquée, Annales de la Société entomologique de Belgique, Annali del Museo civico di storia naturale di Genova und L’Abeille. Ein weiterer guter Freund von ihm wurde Auguste Sallé, der auch einen Nachruf auf den Verstorbenen schrieb.
1848 kaufte er die Sammlung von Franz Faldermann, die viele russische Arten enthielt. Er behielt nur die Laufkäfer und gab den Rest seinem Freund dem Grafen Georges de Mniszech (1824–1881). Im Jahr 1850 kaufte er die Laufkäfer aus Nordindien und dem Himalaya von Hauptmann William John Edward Boys (1809–1854). Im Jahr 1859 besuchte Chaudoir erstmal Frankreich und kaufte von Faustin Thibault de la Carte, Marquis de la Ferté-Sénectère" (1807–1886) die Laufkäfer-Sammlungen von Pierre François Marie Auguste Dejean, Louis Reiche (1799–1890) und Hippolyte Louis Gory (1800–1852).
Seine Sandlaufkäfer-Sammlung, bestehend aus 713 Arten, vermachte er 1874 dem Muséum national d’histoire naturelle. Als er im Winter 1879 mit seiner Frau und Tochter in Amélie-les-Bains verbrachte, befiel ihn ein schweres rheumatisches Leiden. Hier hielt sich auch öfters der Entomologe Charles Oberthür auf. Dieser kaufte seine restliche Sammlung für seinen Bruder René Oberthür, mit der Bedingung, dass er einzelne Gruppen weiter wissenschaftlich bearbeiten dürfte. In dieser Zeit verstarb seine Tochter. Ihm selbst schien das Klima in Amélie-les-Bains im Winter 1880 gut zu tun, und so war es etwas überraschend, als er wenige Monate später dort verstarb.

## Dedikationsnamen
1838 ehrte ihn Félix Édouard Guérin-Méneville in der Laufkäferart Feronia (Triammatus) chaudorii (heute: Trirammatus chaudoiri), 1844 Chevrolat in der Rüsselkäferart Alcides chaudoiri, 1846 Friedrich Kolenati in der Blütenmulmkäferart Formicoma chaudoiri (Heute Leptaleus chaudoiri), 1845 Johann Heinrich Hochhuth (1810–1872) in der Kurzflüglerart Bythinus chaudoirii (heute Bryaxis chaudoirii), 1846 in der Schwimmkäferart Cybister chaudoirii (heute Cybister lateralimarginalis torquatus (Fischer von Waldheim), 1829) und 1847 in der Rüsselkäferart Acalles chaudoirii, 1850 Étienne Mulsant in der Marienkäferart Chnoodes chaudoiri, 1847 Wiktor Iwanowitsch Motschulski in der Rüsselkäferart Minyops chaudoirii und 1850 in der Laufkäferart Bembidium chaudoirii (heute: Trepanes chaudoirii (Chaudoir), 1850), 1855 Louis Reiche und Félicien de Saulcy in der Laufkäferart Pachycarus chaudoiri (Heute Pachycarus cyaneus (Dejean, 1830)), 1859 James Livingston Thomson in der Sandlaufkäferart Euprosopus chaudoirii, 1860 Thomas Vernon Wollaston in der Laufkäferart Apotomus chaudoirii, 1860 Schaum in der Laufkäferart Therates chaudoirii (Heute Therates dichromus Thomson, J) und 1867 Charles Nicolas François Brisout in der Laufkäferart Anophthalmus chaudoirii (Heute Aphaenops chaudoiri).

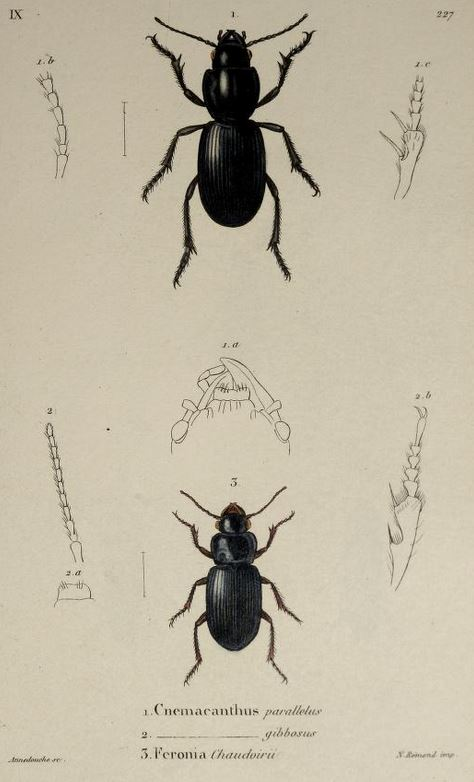
Trirammatus chaudoiri (Figur 3)
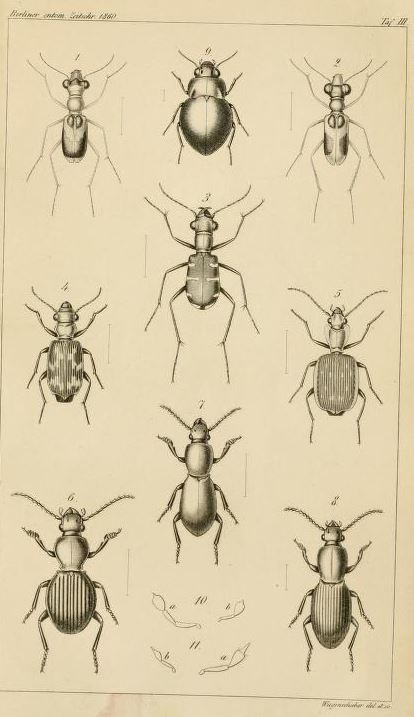
Therates chaudoirii (Figur 1) ein Synonym für Therates dichromus

## Mitgliedschaften
Als er 1834 Chevrolat in Hamburg traf, bewog ihn dieser dazu, ein Mitglied der Société entomologique de France zu werden. Seit 1837 war er gewähltes Mitglied der Moskauer Gesellschaft der Naturforscher. Als 1838 La Société Cuvierienne gegründet wurde, war er eines der 140 Gründungsmitglieder der Gesellschaft. Dem Berliner Entomologischen Verein gehörte er seit dem Jahre 1860 an. 1864 wurde er Mitglied der Société entomologique de Belgique.

## Werke (Auswahl)
- Description de quelques genres et espèces de Carabiques nouveaux. In: Annales de la Société entomologique de France. Band 4, 1835, S. 429–448 (biodiversitylibrary.org).
- Description de quelques genre nouveaux et de quelques espèces nouvelles ou inédites de Carbique. In: Bulletin de la Société impériale des naturalistes de Moscou. Band 10, Nr. 3, 1837, S. 3–20 (biodiversitylibrary.org).
- Genres nouveaux et espèces nouvelles de Coléoptères de la famille des Carabiques. In: Bulletin de la Société impériale des naturalistes de Moscou. Band 10, Nr. 7, 1837, S. 3–50 (biodiversitylibrary.org).
- Psélaphides. In: Bulletin de la Société impériale des naturalistes de Moscou. Band 18, Nr. 3, 1845, S. 163–195 (biodiversitylibrary.org).
- Enumeration des Carabiques et Hydrocanthares, recueillis pendant un voyage au Caucase et dans les provinces transcaucasiennes par Baron M. de Chaudoir et de Baron A. de Gotsch. Imprimerie de J. Wallner, Kiew 1846 (reader.digitale-sammlungen.de).
- Observations. Imprimerie de J. Wallner, Kiew 1847.
- Espèces nouvelles des Genres Carabus, Callisthenes, Nebria, Elaphrus et Notiophilus de la Russie. In: Bulletin de la Société impériale des naturalistes de Moscou. Band 23, Nr. 3, 1850, S. 152–206 (biodiversitylibrary.org).
- Einige Bemerkungen zur "Naturgeschichte der Insecten Deutschlands". In: Entomologische Zeitung. Band 18, 1857, S. 75–82 (biodiversitylibrary.org).
- Beitrag zur Kenntniss der europäischen Feroniden. In: Entomologische Zeitung. Band 20, 1859, S. 113–131 (biodiversitylibrary.org).
- Monographie du genre Colpodes Mac Leay. In: Annales de la Société entomologique de France (= 3). Band 7, 1859, S. 287–364 (biodiversitylibrary.org).
- Beitrag zur Kenntniss einiger Carabicinen-Gattungen. In: Berliner Entomologische Zeitschrift. Band 5, 1861, S. 116–131 (biodiversitylibrary.org).
- Synonymische Beobachtungen. In: Berliner Entomologische Zeitschrift. Band 5, 1861, S. 198–220 (biodiversitylibrary.org).
- Bemerkunge über die Gattung Collyris. In: Berliner Entomologische Zeitschrift. Band 5, 1861, S. 399–400 (biodiversitylibrary.org).
- Révision du genre Agra. In: Annales de la Société entomologique de France (= 4). Band 1, 1861, S. 109–138 (biodiversitylibrary.org).
- Description de nouvelles espèces genres Trycondyla et Therates. In: Annales de la Société entomologique de France (= 4). Band 1, 1861, S. 139–140 (biodiversitylibrary.org).
- Description sommaires d'espèces nouvelle de Cicindétès et de Carabiques de la collection de M. le baron de Chaudoir. In: Revue et magasin de zoologie pure et appliquée (= 2). Band 14, 1862, S. 484–490 (biodiversitylibrary.org).
- Synonymische Bemerkungen. In: Berliner Entomologische Zeitschrift. Band 6, 1862, S. 431–436 (biodiversitylibrary.org).
- Description de Cicindétès et de Carabiques nouveaux. In: Revue et magasin de zoologie pure et appliquée (= 2). Band 15, 1863, S. 111–120 (biodiversitylibrary.org).
- Description de Cicindétès et de Carabiques nouveaux. In: Revue et magasin de zoologie pure et appliquée (= 2). Band 15, 1863, S. 187–188 (biodiversitylibrary.org).
- Description de Cicindétès et de Carabiques nouveaux. In: Revue et magasin de zoologie pure et appliquée (= 2). Band 15, 1863, S. 223–225 (biodiversitylibrary.org).
- Description de quelques nouvelles espèces de Cicindélètes et de Carabiques. In: Annales de la Société entomologique de France (= 4). Band 3, 1863, S. 447–450 (biodiversitylibrary.org).
- Note sur les genres Dronica, Tricondyla et Collyris. In: Revue et magasin de zoologie pure et appliquée (= 2). Band 16, 1864, S. 7–11 (biodiversitylibrary.org).
- Note sur les genres Dronica, Tricondyla et Collyris. In: Revue et magasin de zoologie pure et appliquée (= 2). Band 16, 1864, S. 37–43 (biodiversitylibrary.org).
- Note sur les genres Dronica, Tricondyla et Collyris. In: Revue et magasin de zoologie pure et appliquée (= 2). Band 16, 1864, S. 72–77 (biodiversitylibrary.org).
- Note sur les genres Dronica, Tricondyla et Collyris. In: Revue et magasin de zoologie pure et appliquée (= 2). Band 16, 1864, S. 104–108 (biodiversitylibrary.org).
- Monographie du genre Collyris Fabricus. In: Annales de la Société entomologique de France (= 4). Band 4, 1864, S. 483–536 (biodiversitylibrary.org).
- Catalogue de sa collection de Cicindèlètes. NA, Brüssel 1865.
- Description d'une Anthia inédie et de quatre nouvelles Polyhirma. In: Revue et magasin de zoologie pure et appliquée (= 2). Band 18, 1866, S. 70–73 (biodiversitylibrary.org).
- Supplément à la monographie du genre Pelicium. In: Revue et magasin de zoologie pure et appliquée (= 2). Band 18, 1866, S. 108–110 (biodiversitylibrary.org).
- Corrections et additions à la révision du genre Agra. In: Annales de la Société entomologique de France (= 4). Band 6, 1866, S. 77–104 (biodiversitylibrary.org).
- Monographie du genre Platyderus. In: Annales de la Société entomologique de France (= 4). Band 6, 1866, S. 105–115 (biodiversitylibrary.org).
- Description de Carabiques nouveaux. In: Annales de la Société entomologique de France (= 4). Band 7, 1867, S. 259–262 (biodiversitylibrary.org).
- Descriptions d'espèces nouvelles ou peu connues de Feronia D'Europe et du Bassin méditerranéen. In: L’Abeille: Mémoires d'entomologie. Band 5, 1868, S. 219–260 (biodiversitylibrary.org).
- Note monographique sur le genre Omphron. In: Revue et magasin de zoologie pure et appliquée (= 2). Band 20, 1868, S. 54–63 (biodiversitylibrary.org).
- Observation synonymiques sur les Carabiques de l'Amérique septentrionale et descriptions d'espèces nouvelle de ce pays. In: Revue et magasin de zoologie pure et appliquée (= 2). Band 20, 1868, S. 161–171 (biodiversitylibrary.org).
- Observation synonymiques sur les Carabiques de l'Amérique septentrionale et descriptions d'espèces nouvelle de ce pays. In: Revue et magasin de zoologie pure et appliquée (= 2). Band 20, 1868, S. 211–217 (biodiversitylibrary.org).
- Observation synonymiques sur les Carabiques de l'Amérique septentrionale et descriptions d'espèces nouvelle de ce pays. In: Revue et magasin de zoologie pure et appliquée (= 2). Band 20, 1868, S. 239–245 (biodiversitylibrary.org).
- Observation synonymiques sur les Carabiques de l'Amérique septentrionale et descriptions d'espèces nouvelle de ce pays. In: Revue et magasin de zoologie pure et appliquée (= 2). Band 20, 1868, S. 283–301 (biodiversitylibrary.org).
- Observation synonymiques sur les Carabiques de l'Amérique septentrionale et descriptions d'espèces nouvelle de ce pays. In: Revue et magasin de zoologie pure et appliquée (= 2). Band 20, 1868, S. 331–345 (biodiversitylibrary.org).
- Révision de Groupe des Ozénides. In: Annales de la Société entomologique de Belgique. Band 11, 1868, S. 43–73 (biodiversitylibrary.org).
- Note sur le genre Oxystomus, Latr. In: Annales de la Société entomologique de Belgique. Band 11, 1868, S. 133–135 (biodiversitylibrary.org).
- Note sur le genre Carenum, Bonelli. In: Annales de la Société entomologique de Belgique. Band 11, 1868, S. 137–149 (biodiversitylibrary.org).
- Révision des Trigonotomides. In: Annales de la Société entomologique de Belgique. Band 11, 1868, S. 151–164 (biodiversitylibrary.org).
- Mémoire sur les Thyréoptérides. In: Annales de la Société entomologique de Belgique. Band 12, 1869, S. 113–162 (biodiversitylibrary.org).
- Description de Cicindétès et de Carabiques nouveaux. In: Revue et magasin de zoologie pure et appliquée (= 2). Band 21, 1869, S. 22–28 (biodiversitylibrary.org).
- Description de Cicindétès et de Carabiques nouveaux. In: Revue et magasin de zoologie pure et appliquée (= 2). Band 21, 1869, S. 64–70 (biodiversitylibrary.org).
- Description de Cicindétès et de Carabiques nouveaux. In: Revue et magasin de zoologie pure et appliquée (= 2). Band 21, 1869, S. 114–122 (biodiversitylibrary.org).
- Description de Cicindétès et de Carabiques nouveaux. In: Revue et magasin de zoologie pure et appliquée (= 2). Band 21, 1869, S. 170–173 (biodiversitylibrary.org).
- Description de Cicindétès et de Carabiques nouveaux. In: Revue et magasin de zoologie pure et appliquée (= 2). Band 21, 1869, S. 203–208 (biodiversitylibrary.org).
- Description d'une nouvelle espèce française de Coléoptère (Cychrus Dufouri). In: Annales de la Société entomologique de France (= 4). Band 9, 1869, S. 47–48 (biodiversitylibrary.org).
- Description de Calosoma nouveau des collections de MM. de Chaudoir et Sallé. In: Annales de la Société entomologique de France (= 4). Band 9, 1869, S. 367–378 (biodiversitylibrary.org).
- Essai monographique sur le groupe des Pognides. In: Annales de la Société entomologique de Belgique. Band 14, 1871, S. 21–61 (biodiversitylibrary.org).
- Essai monographique sur les Orthogoniens. In: Annales de la Société entomologique de Belgique. Band 14, 1872, S. 95–129 (biodiversitylibrary.org).
- Essai monographique sur les Drimostomides et les Cratocérides et description d'un genre nouveau de Morionides. In: Annales de la Société entomologique de Belgique. Band 15, 1872, S. 5–23 (biodiversitylibrary.org).
- Monographie des Callidides. In: Annales de la Société entomologique de Belgique. Band 15, 1872, S. 97–204 (biodiversitylibrary.org).
- Description d'espèces nouvelles de Carabiques de la tribu des Troncatipennes, et remarques synonymiques. In: Revue et magasin de zoologie pure et appliquée (= 2). Band 23, 1872, S. 101–107 (biodiversitylibrary.org).
- Description d'espèces nouvelles de Carabiques de la tribu des Troncatipennes, et remarques synonymiques. In: Revue et magasin de zoologie pure et appliquée (= 2). Band 23, 1872, S. 138–143 (biodiversitylibrary.org).
- Description d'espèces nouvelles de Carabiques de la tribu des Troncatipennes, et remarques synonymiques. In: Revue et magasin de zoologie pure et appliquée (= 2). Band 23, 1872, S. 168–172 (biodiversitylibrary.org).
- Description d'espèces nouvelles de Carabiques de la tribu des Troncatipennes, et remarques synonymiques. In: Revue et magasin de zoologie pure et appliquée (= 2). Band 23, 1872, S. 212–221 (biodiversitylibrary.org).
- Description d'espèces nouvelles de Carabiques de la tribu des Troncatipennes, et remarques synonymiques. In: Revue et magasin de zoologie pure et appliquée (= 2). Band 23, 1872, S. 241–250 (biodiversitylibrary.org).
- Essai monographique sur le genre Cymindis proprement dit. In: Berliner Entomologische Zeitschrift. Band 17, 1873, S. 53–120 (biodiversitylibrary.org).
- Supplément à l'essai sur les Féronies de l'Australie publié dans le Bulletin des Naturalistes de Moscou en 1865 T. II p.6 accompagné d'observation sur la synonymie. In: Annali del Museo civico di storia naturale di Genova. Band 6, 1874, S. 569–601 (biodiversitylibrary.org).
- Monographie des Chléniens. In: Annali del Museo civico di storia naturale di Genova. Band 8, 1876, S. 5–315 (biodiversitylibrary.org).
- Synonymische Bemerkungen. In: Deutsche Entomologische Zeitschrift. Band 20, 1876, S. 345–348 (biodiversitylibrary.org).
- Monographie de Genre Poecilus. In: L’Abeille: Journal d'entomologie (= 3). Band 2, 1876, S. 1–54 (biodiversitylibrary.org).
- Catalogue des Cicidélètes et des Carabiques recueillis par M. Achille Raffray, en Abyssinie, avec la description des espèces nouvelles. In: Revue et magasin de zoologie pure et appliquée (= 3). Band 4, 1876, S. 329–352 (biodiversitylibrary.org).
- Monographie des Brachynides. In: Annales de la Société entomologique de Belgique. Band 19, 1876, S. 11–104 (biodiversitylibrary.org).
- Notes et Additions au mémoires de M. Reed sur les Carabiques du Chili inséré dans les Proceedings of the Zoological Society of London (January 1874, p.48). In: Annales de la Société entomologique de Belgique. Band 19, 1876, S. 105–124 (biodiversitylibrary.org).
- Note sur quelques espèces de Carabes plats du Caucase. In: Deutsche Entomologische Zeitschrift. Band 21, 1877, S. 69–76 (biodiversitylibrary.org).
- Les Harpaliens d'Australie d'après la collection de M. le Comte de Castelnau et la Mienne. In: Annali del Museo civico di storia naturale di Genova. Band 12, 1878, S. 475–517 (biodiversitylibrary.org).
- Énumération des Cicindélètes et des Carabiques recueillis par M. A. Raffray dans les iles de Zanzibar et de Pemba, ainsi qu'a Bagamoyo, Mobaze et sur les montagnes de Schimba, avec la description des espèces nouvelles. In: Revue et magasin de zoologie pure et appliquée (= 3). Band 6, 1878, S. 69–103 (biodiversitylibrary.org).
- Énumération des Cicindélètes et des Carabiques recueillis par M. A. Raffray dans les iles de Zanzibar et de Pemba, ainsi qu'a Bagamoyo, Mobaze et sur les montagnes de Schimba, avec la description des espèces nouvelles. In: Revue et magasin de zoologie pure et appliquée (= 3). Band 6, 1878, S. 145–161 (biodiversitylibrary.org).
- Énumération des Cicindélètes et des Carabiques recueillis par M. A. Raffray dans les iles de Zanzibar et de Pemba, ainsi qu'a Bagamoyo, Mobaze et sur les montagnes de Schimba, avec la description des espèces nouvelles. In: Revue et magasin de zoologie pure et appliquée (= 3). Band 6, 1878, S. 175–194 (biodiversitylibrary.org).
- Révision des genres Onychopterygia, Dicranoncus et Colpodes. In: Annales de la Société entomologique de France (= 5). Band 8, 1878, S. 275–382 (biodiversitylibrary.org).
- Essai monographique sur les Panagéides. In: Annales de la Société entomologique de Belgique. Band 21, 1879, S. 83–186 (biodiversitylibrary.org).
- Monographie sur les Scaritides (Scaritini). In: Annales de la Société entomologique de Belgique. Band 22, 1879, S. 124–182 (biodiversitylibrary.org).
- Description de nouvelles espèces de Carabiques du genre Pasimachus. In: Annales de la Société entomologique de France (= 5). Band 10, 1880, S. LXXV–LXXVIII (biodiversitylibrary.org).
- Monographie sur les Scaritides (Scaritini). In: Annales de la Société entomologique de Belgique. Band 23, 1881, S. 5–130 (biodiversitylibrary.org).